# 苏珊·埃格尔斯达芙
苏珊·埃格尔斯达芙（Susan Egelstaff，1982年10月12日—），蘇格蘭女子羽毛球運動員，現已退役。

## 簡歷
2012年，苏珊·埃格尔斯达芙代表英國出戰英國倫敦舉行的奥林匹克运动会羽毛球比賽女子單打項目，在小組賽階段先以2比0戰勝斯洛文尼亞的马娅·特夫尔迪，後以0比2負於日本的佐藤冴香，最終以一勝一負的小組次名成績出局。埃格尔斯达芙在奧運會後正式宣佈退役；她認為自己過去20年一直以參加奧運會為目標，能夠在倫敦達成此目標，對個人來說算是最完美的告別。
2014年1月1日，苏珊·埃格尔斯达芙正式從羽毛球世界聯會註冊退役。

## 主要比賽成績
只列出曾進入準決賽的國際賽事成績：
| 年份   | 賽事                       | 公開賽級別 | 項目     | 成績   |
| ------ | -------------------------- | ---------- | -------- | ------ |
| 2005年 | 捷克羽毛球國際賽           |            | 女子單打 | 冠軍   |
| 2006年 | 英聯邦運動會羽毛球比賽     | 其他       | 女子單打 | 銅牌   |
| 2008年 | 比利時羽毛球國際賽         | 國際挑戰賽 | 女子單打 | 亞軍   |
| 2008年 | 蘇格蘭羽毛球國際賽         | 國際挑戰賽 | 女子單打 | 準決賽 |
| 2009年 | 比利時羽毛球國際賽         | 國際挑戰賽 | 女子單打 | 準決賽 |
| 2009年 | 保加利亞羽毛球國際賽       | 國際挑戰賽 | 女子單打 | 準決賽 |
| 2009年 | 蘇格蘭羽毛球國際賽         | 國際挑戰賽 | 女子單打 | 冠軍   |
| 2010年 | 奧地利羽毛球國際挑戰賽     | 國際挑戰賽 | 女子單打 | 準決賽 |
| 2010年 | 挪威羽毛球國際賽           | 國際挑戰賽 | 女子單打 | 準決賽 |
| 2010年 | 蘇格蘭羽毛球國際賽         | 國際挑戰賽 | 女子單打 | 準決賽 |
| 2010年 | 愛爾蘭羽毛球國際賽         | 國際系列賽 | 女子單打 | 冠軍   |
| 2011年 | 瑞典斯德哥爾摩羽毛球國際賽 | 國際挑戰賽 | 女子單打 | 準決賽 |
| 2011年 | 奧地利羽毛球國際挑戰賽     | 國際挑戰賽 | 女子單打 | 準決賽 |
| 2011年 | 荷蘭羽毛球國際賽           | 國際挑戰賽 | 女子單打 | 冠軍   |
| 2011年 | 白夜羽毛球賽               | 國際挑戰賽 | 女子單打 | 準決賽 |
| 2011年 | 哈爾科夫羽毛球國際賽       | 國際挑戰賽 | 女子單打 | 亞軍   |
| 2011年 | 巴西羽毛球國際賽           | 國際挑戰賽 | 女子單打 | 準決賽 |
| 2012年 | 波蘭羽毛球國際賽           | 國際挑戰賽 | 女子單打 | 準決賽 |
| 2012年 | 芬蘭羽毛球公開賽           | 國際挑戰賽 | 女子單打 | 準決賽 |
| 2012年 | 秘魯羽毛球國際賽           | 國際挑戰賽 | 女子單打 | 準決賽 |

| 2007-2017年 | 首要超級賽 | 超級賽 | 黃金大獎賽 | 大獎賽 | 國際挑戰賽 | 國際系列賽 | 未來系列賽 | 其他 |

### 奧運會和世錦賽參賽紀錄
|          | 2001 | 2003 | 2004 | 2005 | 2006 | 2007 | 2008 | 2009 | 2010 | 2011 | 2012       |
| -------- | ---- | ---- | ---- | ---- | ---- | ---- | ---- | ---- | ---- | ---- | ---------- |
| 女子單打 | 64強 | 32強 | －   | 64強 | 16強 | 64強 | －   | 32強 | 64強 | 48強 | 小組第二名 |